# Jędrzejów (Grodków)
Jędrzejów (deutsch: Endersdorf) ist ein Dorf in der Stadt- und Landgemeinde Grodków (Grottkau) im Powiat Brzeski der Woiwodschaft Opole in Polen.

## Geographie
Das Straßendorf Jędrzejów liegt etwa sieben Kilometer südwestlich von Grodków (Grottkau), 31 Kilometer südwestlich von Brzeg (Brieg) und 45 Kilometer westlich von Opole (Oppeln) in der Schlesischen Tiefebene.
Nachbarorte von Jędrzejów sind im Norden Wójtowice (Vogtsdorf), im Osten Stary Grodków (Alt Grottkau), im Süden Starowice Dolne (Starrwitz) und im Westen Wierzbna (Würben).

## Geschichte

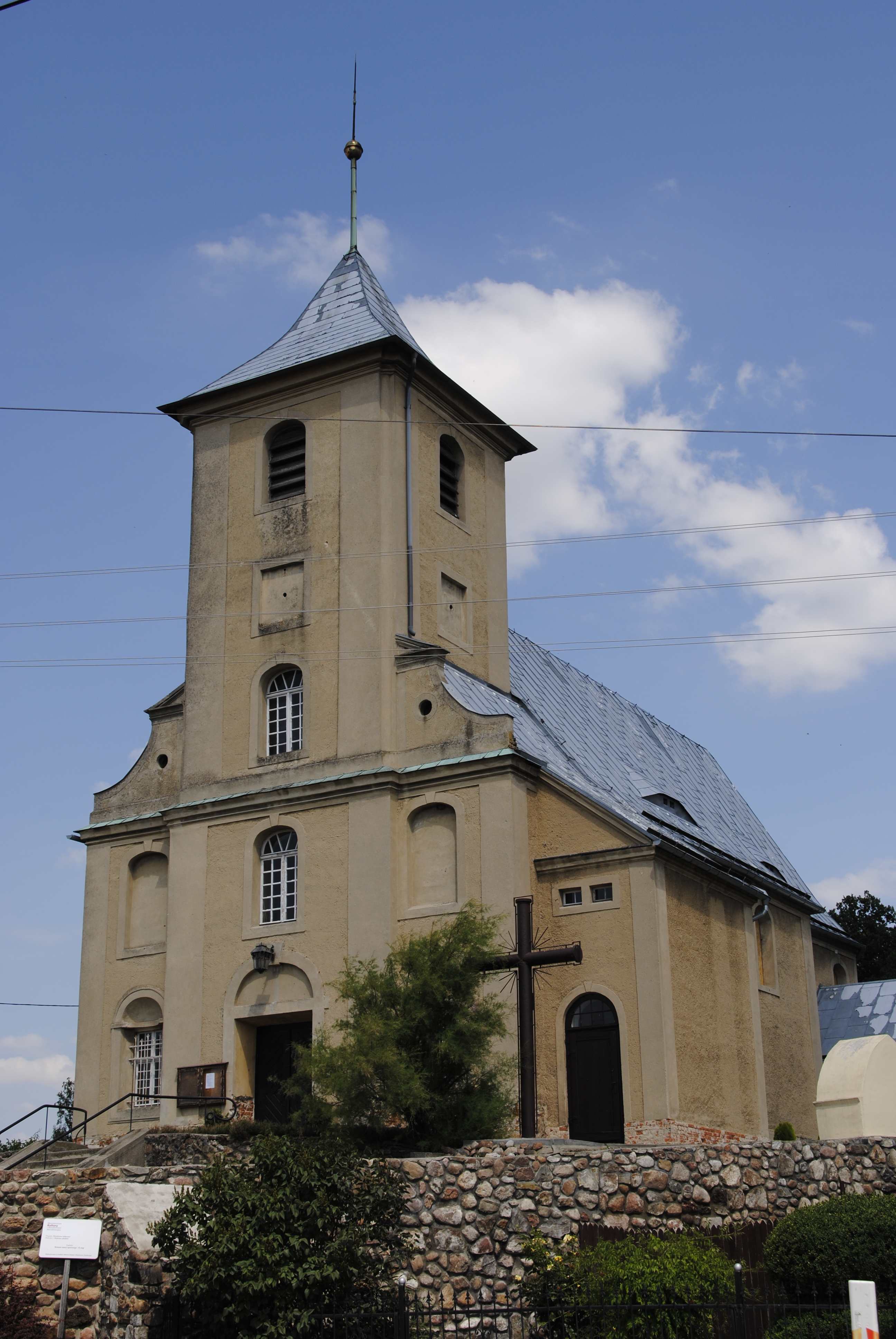
Pfarrkirche St. Simon und Judas

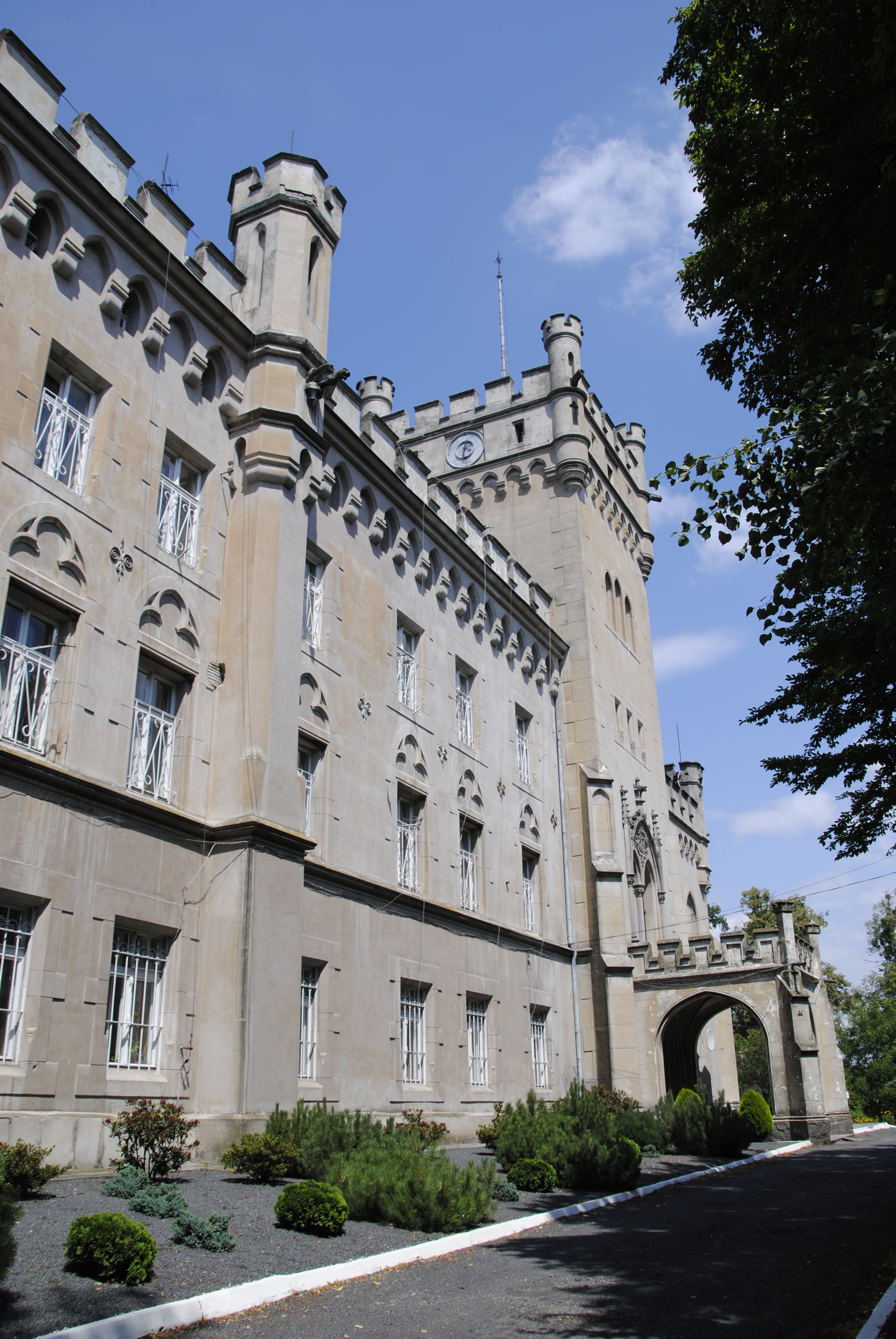
Schloss Endersdorf (2018)

Das Dorf wurde erstmals 1303–04 im Breslauer Zehntregister „Liber fundationis episcopatus Vratislaviensis“ als „Ossec sive Andresdorf“ erwähnt. 1343 wurde „Andrea villa“ von der Stadt Grottkau erworben, mit der es 1344 an das Fürstentum Neisse gelangte. Für das Jahr 1391 ist die Kirche St. Simon und Judas belegt. 1425 wurde die Schreibweise „Andrisdorf“ verwendet. Der Marktflecken Endersdorf wurde im Dreißigjährigen Krieg zerstört.
Nach dem Ersten Schlesischen Krieg 1742 fiel Endersdorf mit dem größten Teil des Fürstentums Neisse an Preußen. 1786 wurde im Ort eine Schule gegründet. 
Nach der Neuorganisation der Provinz Schlesien gehörte Endersdorf ab 1816 zum Landkreis Grottkau, mit dem es bis 1945 verbunden blieb. 1845 bestand das Dorf aus 85 Häusern, einer katholischen Kirche, einer Schule, einem Schloss und einem Vorwerk. Im gleichen Jahr lebten in Endersdorf 555 Menschen, davon 18 evangelisch. Ab 1851 bis zum Ende des Zweiten Weltkriegs gehörte das Dorf zu den Gütern des Adelsgeschlechts Francken-Sierstorpff. 1855 lebten 596 Menschen im Ort. 1865 bestanden im Ort 12 Bauern-, 21 Gärtner- und 23 Häuslerstellen, ein Schloss, eine Mühle und ein Wirtshaus. Die katholische Schule wurde im gleichen Jahr von 124 Schülern besucht. 1874 wurde der Amtsbezirk Endersdorf gebildet, dem die Landgemeinden Endersdorf und Voigtsdorf und die gleichnamigen Gutsbezirke eingegliedert wurden. Erster Amtsvorsteher war der Rittergutsbesitzer und Landrat a. D. von Sierstorpff. 1885 zählte Endersdorf 516 Einwohner. 1933 lebten in Endersdorf 515 Einwohner, 1939 waren es 492 Einwohner.
Als Folge des Zweiten Weltkriegs fiel Endersdorf 1945 mit dem größten Teil Schlesiens an Polen. Nachfolgend wurde es in Jędrzejów  umbenannt und der Woiwodschaft Schlesien angeschlossen. Die deutschen Einwohner wurden weitgehend vertrieben. Die neu angesiedelten Einwohner stammten teilweise aus Ostpolen, das an die Sowjetunion gefallen war.

## Sehenswürdigkeiten
- Die Pfarrkirche St. Simon und Judas (polnisch Kościół par. pw. śś. Apostołów Szymona i Judy Tadeusza) befindet sich auf einer kleinen Anhöhe nördlich des Schlosses Endersdorf. Eine erstmals 1391 erwähnte Kirche war dem hl. Nikolaus geweiht. Zwischen 1724 und 1730 wurde sie im Stil des Barock umgebaut. Der Kirchenbau besteht aus einem dreiseitig geschlossenen Chor mit Strebepfeilern, zwei angebauten Sakristeien und einem in den Baukörper integrierten Westturm. Die Altäre stammen aus der 1. Hälfte des 17. Jahrhunderts. Die Kanzel wurde in der 1. Hälfte des 18. Jahrhunderts geschaffen. Sie enthält auf dem Schalldeckel eine Figur des Erzengels Michael; auf der Brüstung befinden sich die Vier Evangelisten. Die Kirche ist von einer Steinmauer umgeben. An der Westseite befindet sich ein gotisches Spitzbogenportal. Das Kirchengebäude steht seit 1954 unter Denkmalschutz.[7]
- Friedhof mit Grabkapelle und Mauer mit Tor aus dem Jahr 1895
- Das Schloss Endersdorf wurde im 18. Jahrhundert als zweigeschossiger Bau auf unregelmäßigem Grundriss von den Herren Gilgenheimb. 1849 gelangte es an die Grafen von Francken-Sierstorpff. Sie bauten das Schloss 1882 im neugotischen Stil um.[8] Dabei wurden der quadratische, viergeschossige mit Zinnen versehene Turm sowie mehrere Ecktürme und Treppentürme hinzugefügt. Heute befindet sich im Schloss als Psychiatrische Klinik. Das Schloss ist von einem Landschaftspark umgeben, in dem sich neben Wirtschaftsgebäuden mehrere Brunnenanlagen und Statuen befinden. 1991 wurde das Gebäude unter Denkmalschutz gestellt.[7]

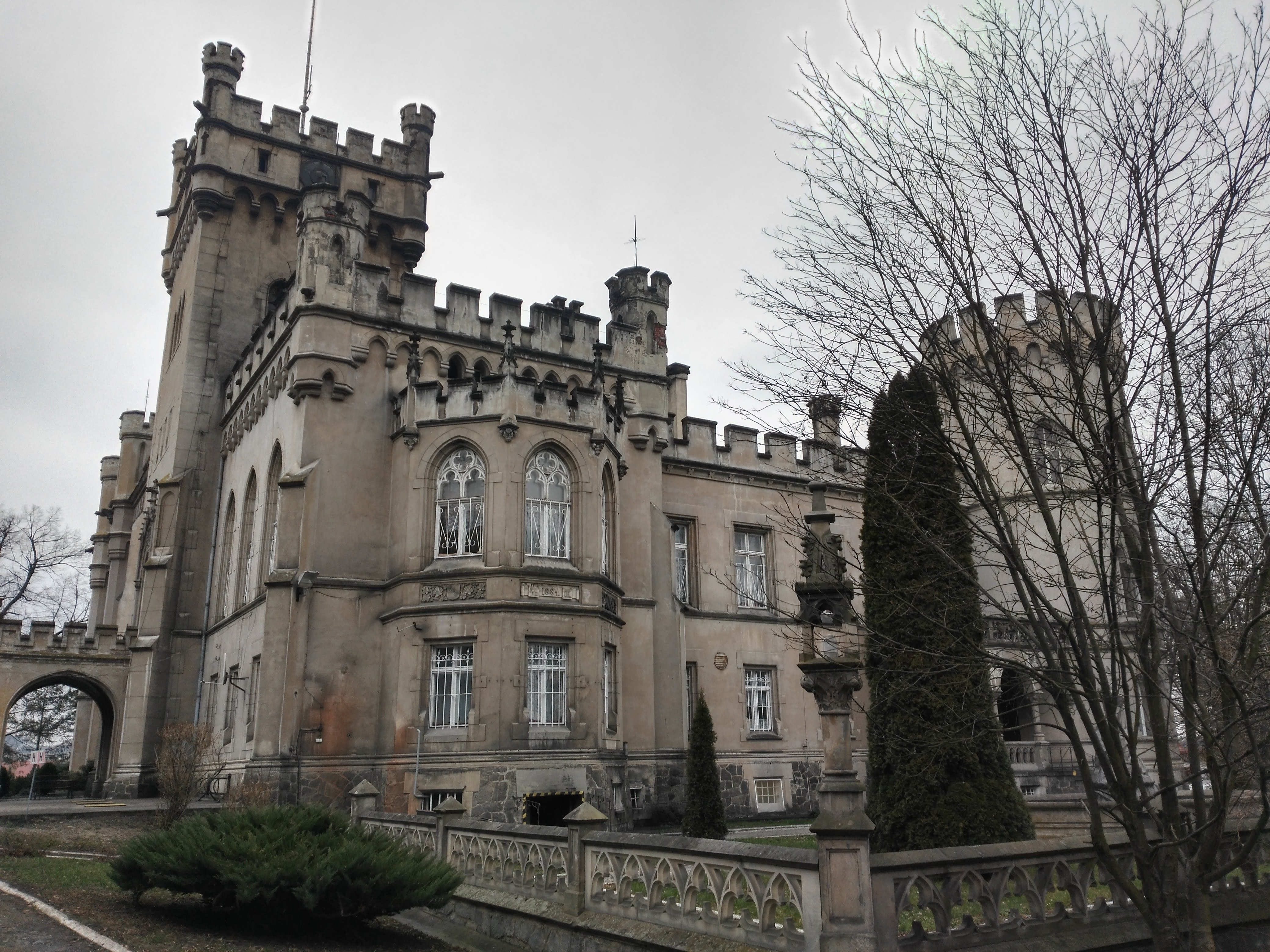
Schloss
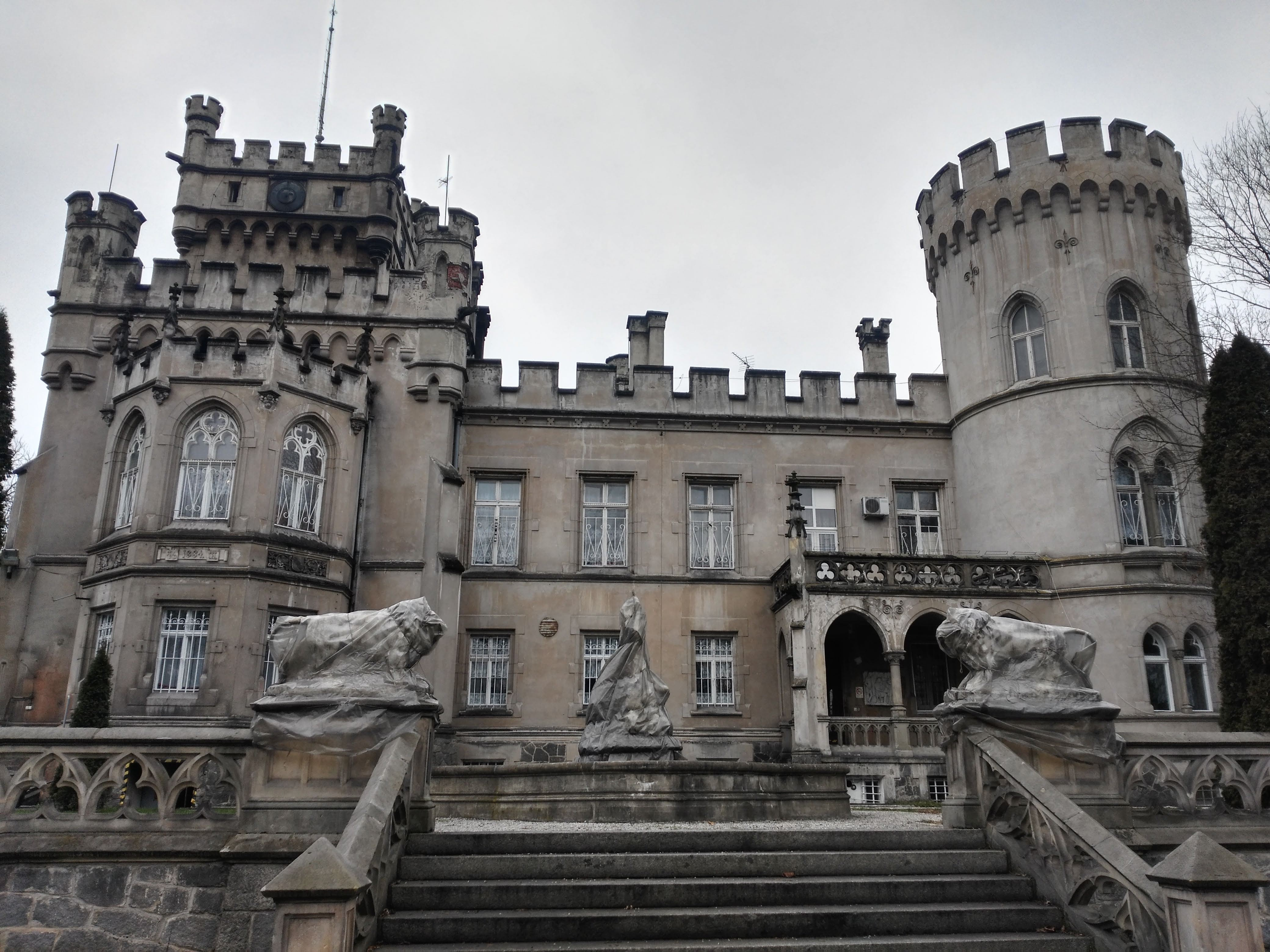
Schloss
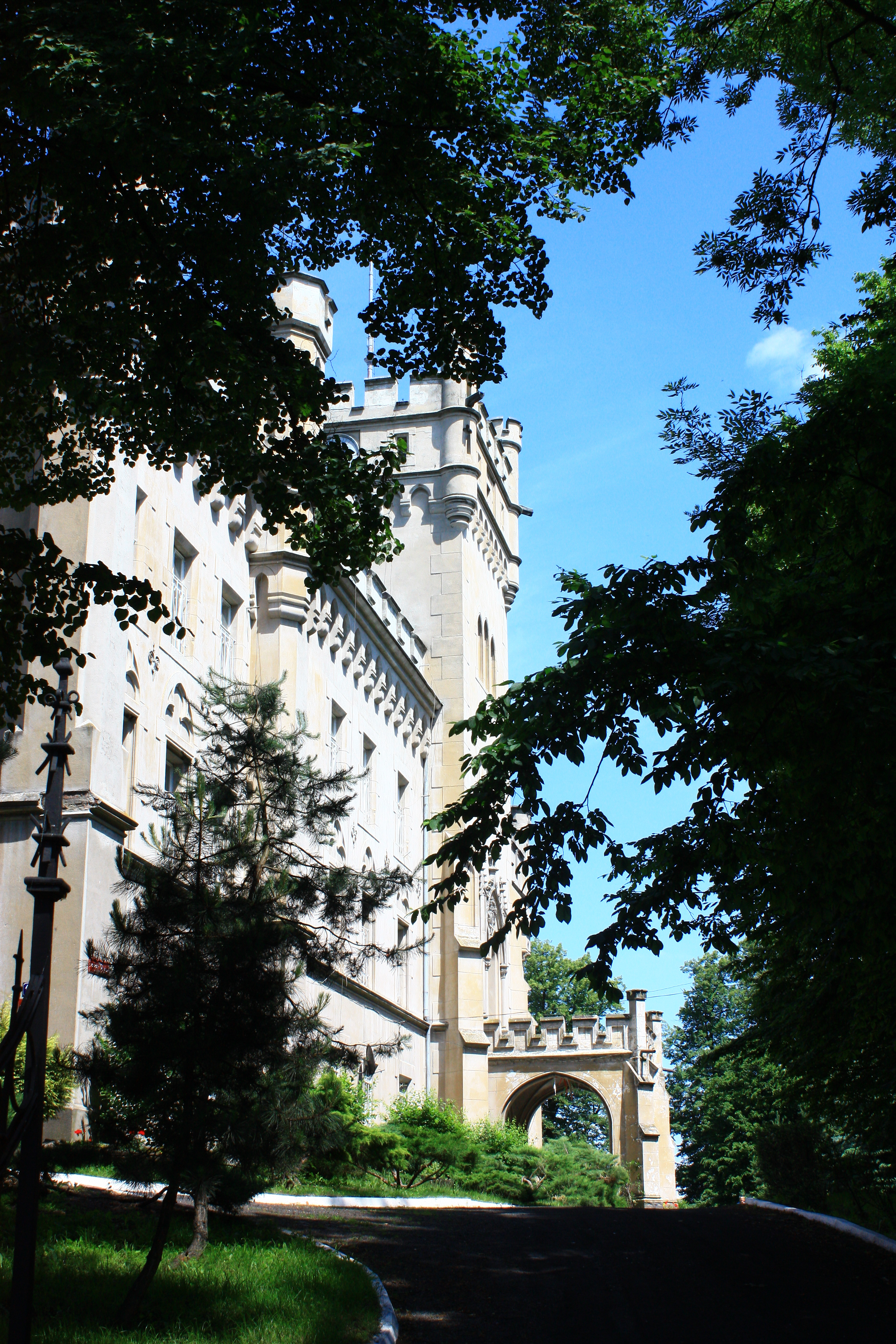
Schloss und Park
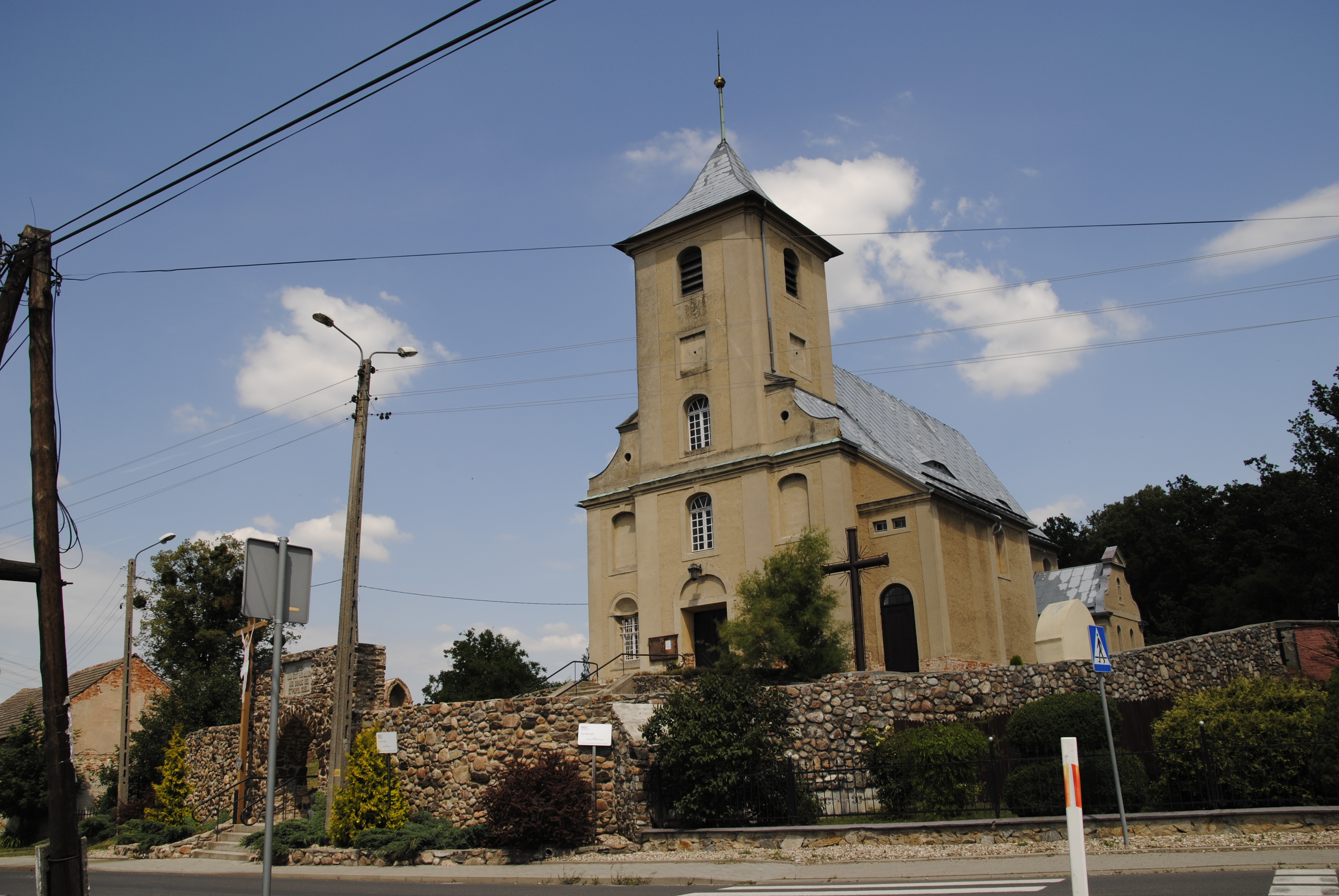
Kirche der hll. Simon und Judas

## Vereine
- Freiwillige Feuerwehr OPS Jędrzejów

## Persönlichkeiten
- Alexander von Francken-Sierstorpff (1861–1907), Rittergutsbesitzer und Politiker
- Johannes von Francken-Sierstorpff (1884–1945), Rittergutsbesitzer